# House Bunny
House Bunny ist eine US-amerikanische Filmkomödie von Kirsten Smith, welche unter anderem auch am Drehbuch für Natürlich blond mitgeschrieben hat, und Karen McCullah Lutz. Der Film startete am 9. Oktober 2008 in den deutschen Kinos. Die US-Premiere war am 22. August 2008.
Die Hauptrollen werden gespielt von Anna Faris, Colin Hanks, Emma Stone, Katharine McPhee, Rumer Willis und Kat Dennings. Es ist der zweite Film, in dem Fred Wolf die Regie hat. Adam Sandlers Produktionsfirma Happy Madison Productions produzierte den Film, der von Sony Pictures Entertainment veröffentlicht wurde. Anna Faris war ebenfalls an der Produktion des Films beteiligt.

## Handlung
Shelley lebt ein sorgenloses Leben als Playboy-Bunny, bis man sie aus der Playboy Mansion wirft. Das Schicksal führt das obdachlose Ex-Bunny ins Haus der Zeta-Alpha-Zeta-Sorority (dt. Studentinnenverbindung). Die sieben Bewohnerinnen des Hauses laufen Gefahr, das Haus an die Mädchen des Phi Iota My zu verlieren. Damit sie das Haus behalten können, brauchen die etwas weltfremden Mädels neue Mitglieder. Shelley ist die Rettung, indem sie den Zeta-Mädchen beibringt, wovon sie am meisten versteht: Make-up und Männer. Im Gegenzug lernt Shelley aber von den Schwestern, ihre Individualität zu entwickeln. Das Resultat des schicksalhaften Zusammentreffens dieser beiden Welten ist, dass sowohl Shelley als auch die anderen Mädchen lernen, was das Leben zu bieten hat.

## Anspielungen auf andere Filme
Joanne, die immer ein einer Ritterrüstung ähnliches Korsett trägt, wird in einer Szene von Shelley aufgefordert zu laufen. Genauso wie Forrest Gump auf der Flucht vor seinen Schulkameraden seine Beinschienen verliert und so entdeckt, dass er ein schneller Läufer ist, passiert das auch hier in House Bunny, als Joanne ihrem joggenden Schwarm hinterher läuft.

## Kritiken
Ulrike Schröder schrieb in TV Digital 21 vom 2. Oktober 2008, dass der Film trotz Aztekenpartys mit Jungfrauenopfern und Götterspeisevulkan kein prickelndes Vergnügen sei und dass der harmlosen Klamotte nach 30 Minuten die Witze ausgehen würden. Dafür sei die Hauptdarstellerin Faris einfach goldig.

„[Ü]ber weite Strecken ist ‚House Bunny‘ eine liebenswerte Teeniekomödie mit vielen sexy Schauwerten. Gegen Ende flacht die Geschichte vom naiven Girlie auf der Suche nach sich selbst allerdings derart ab, dass einem der Spaß doch noch vergeht.“

„Fade Komödie, die unentschlossen und selbstgefällig zwischen reaktionärer Kritik und nachgereichter Affirmation des eben noch Kritisierten schwankt.“